# Lernecella trinitatis
Lernecella trinitatis är en insektsart som beskrevs av Morgan Hebard 1928. Lernecella trinitatis ingår i släktet Lernecella och familjen syrsor. Inga underarter finns listade i Catalogue of Life.